# ヴァシーリー・ジュコーフスキー

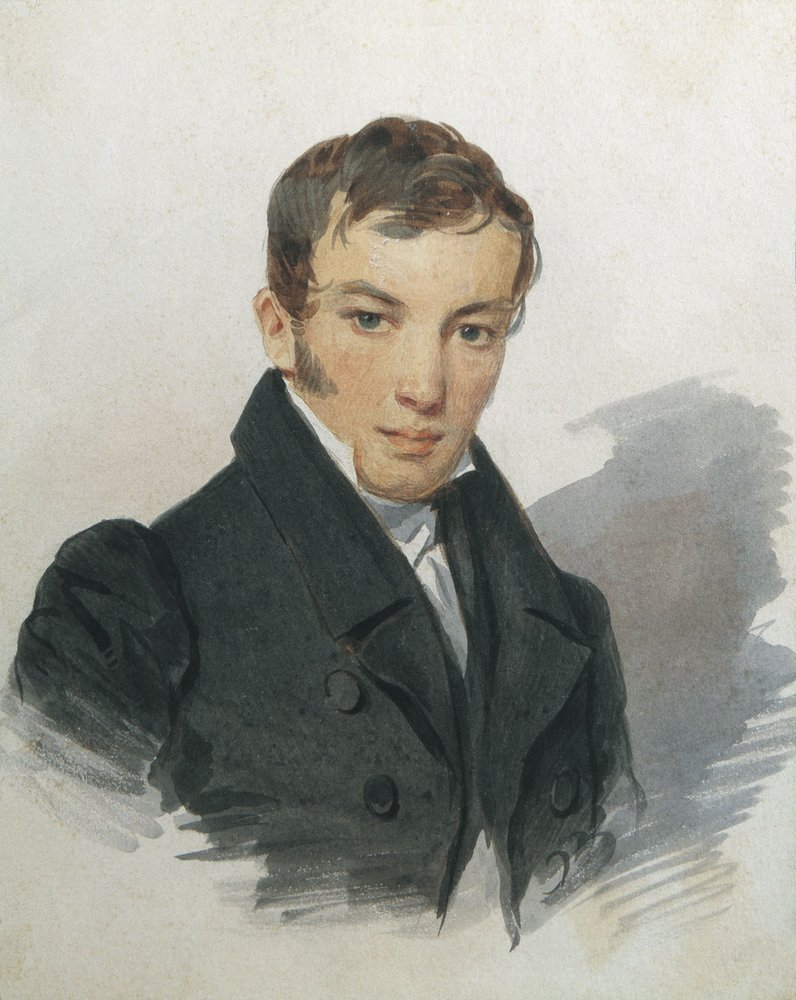
1820年のジュコーフスキー

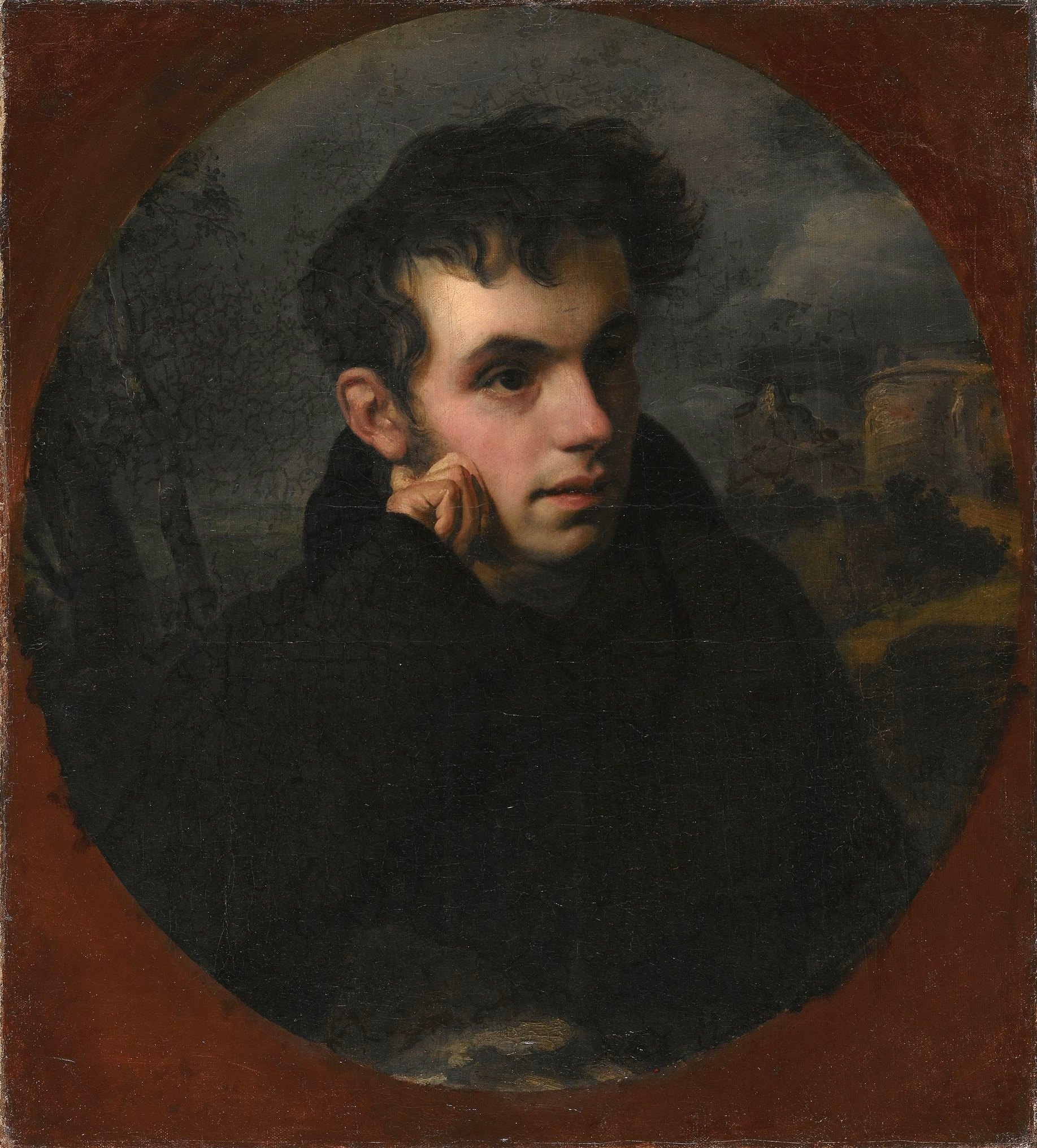
ジュコーフスキーの肖像。1815年オレスト・キプレンスキー画。1820年、初めて長編詩を出版するプーシキンを祝し、"To the victorious disciple from his vanquished tutor" と献辞を添えて、この有名な肖像を贈ったという。

ヴァシーリー・アンドレーヴィチ・ジュコーフスキー（ロシア語: Васи́лий Андре́евич Жуко́вский ; Vasily Andreyevich Zhukovsky, 1783年2月9日（ユリウス暦 1月29日） – 1852年4月24日（ユリウス暦 4月12日））は、ロシア・ロマン主義を代表する詩人。詩作よりもむしろ、原作以上と評される翻訳で名をなした。その自由闊達な翻訳方法は、二葉亭四迷が「余が翻訳の標準」で称賛している。

## 来歴
トゥーラ近郊のミシェンスコエ村に生まれた。父は地主貴族アファナシ・ブーニン（イヴァン・ブーニンの縁者）。母は使用人のサリファで、露土戦争のトルコ人捕虜だったが、のち洗礼を受け、エリザヴェータ・デメンティエヴァ・トゥルチャニノヴナという名で事実上ブーニン家に輿入れした。使用人との間に生まれた非嫡出子だったため、父の友人の下級貴族アンドレイ・グリゴリエヴィチ・ジュコーフスキーと養子縁組し、ジュコーフスキーの名を得た。とはいえ、一応ブーニン家に連なる者として、実父や家庭教師から相応の教育を受けた。1797年から1800年までモスクワ大学貴族寄宿学校で学び、フリーメイソンの神秘思想やイギリスのセンチメンタリズム、ドイツのシュトゥルム・ウント・ドラングに強い影響を受けた。雑誌「ヨーロッパ報知」主筆である卓越した文人カラムジンと親しくしていた。
1802年トマス・グレイ作「墓畔の哀歌」の翻訳を「報知」に発表し、文名をあげた。今日では、これがロシア・ロマン主義の夜明けとされる。1808年カラムジンから「報知」の編集権を引き継ぎ、ロマン主義の主題や様式を探求した。ロマン派詩人の神秘性の発展に功績が認められる。自身の優れた詩作のほとんどを、姪にあたるマリア・プロターソヴァに贈っていたが、悲恋に終わる。1815年以降、古典主義に対抗し、詩的革新をめざす文学サークル、アルザマス会の一員として、ロマン主義の中心的詩人になった。
後半生は、教育者、芸術のパトロンとしてロシア文化の発展に貢献した。1815年に皇太后マリア・フョードロヴナの侍講を務め、以来、大公妃アレクサンドラ・フョードロヴナや、1826年には皇太子（のちのアレクサンドル2世）の傅育官に任じられた。1860年代の自由主義的な社会改革は、ジュコーフスキーの先進的な皇太子教育によるとも言われる。宮廷での高位を活かし、ミハイル・レールモントフやアレクサンドル・ゲルツェン、タラス・シェフチェンコら自由思想の作家をしばしば政治的窮境から救った。1837年にプーシキンが死ぬと、その遺志を継ぎ、未発表作数編を含む著作の収集、出版準備、検閲回避に努めた。1830年代、1840年代を通してニコライ・ゴーゴリなどの才ある者を育成しており、ロマン主義運動の陰の立役者といえる。1841年に宮仕えを終えると、主としてドイツに住み、58歳にして、友人の画家ゲアハルト・ヴィルヘルム・フォン・ロイターのバルト・ドイツ人の娘（18歳）と結婚、二子を儲け、うち一人はアレクサンドル2世の子アレクセイと結婚したアレクサンドラである。1852年69歳のときバーデン＝バーデンで歿、サンクトペテルブルクにあるアレクサンドル・ネフスキー大修道院の墓地に埋葬された。

## 業績
大量のヨーロッパ文学をロシア語に翻訳することで、国語改革および土着の文学の振興に貢献した。数ある翻訳の中でも、ドイツとイギリスのバラッドの流麗な翻訳はとりわけ称賛される。
「リュドミーラ」（1808年）、「スヴェトラーナ」（1808-12年）の翻訳は、ロシア詩の伝統の中で時代を画するものだった。いずれも、近世バラッド史上、最高傑作と目されるビュルガー作「レノーレ」（1774年）を元にしているが、別々の解釈に基づいて翻訳された。この翻訳を通じて、ロシア語らしく響く長短短六歩格の表現を磨いた。シラー作品は、歌詞、バラッドから、ジャンヌ・ダルクを取り上げたドラマ『オルレアンの乙女』まで、幅広く翻訳し、原典に優るとも劣らぬ名訳としてロシアでは古典となっている。内面的な感情の表白を叙情詩に試みたのはジュコーフスキーが史上初めてで、ドストエフスキーをはじめとする19世紀の文人のほとんどに影響を与えている。ヨーロッパ文学の旺盛な伝達は、ロシア語による解釈学の骨子を形づくった。
1812年ナポレオン・ボナパルトのロシア侵攻の際は、総司令官ミハイル・クトゥーゾフのもと参謀となり、愛国詩を量産する。その中の A Bard in the Camp of the Russian Warriors は、宮廷で評判を呼んだ。ロシア帝国国歌、神よツァーリを護り給えを作詞してもいる。戦後1915年からサンクトペテルブルクで宮仕えを始めた。同年結成した反古典主義を掲げるアルザマス会には、10代のプーシキンが参加していて、ジュコーフスキーの後継者としてめきめきと頭角を現した。最終的にプーシキンは年長の詩人の影響下から脱することになるが、それでもジュコーフスキーの庇護を受けていたように、両者は生涯の友であった。
師カラムジンと同じく、ヨーロッパを広く旅し、世界に名だたる文化人であるゲーテやティーク、風景画家カスパー・ダーヴィト・フリードリヒと親交を結んだ。若いころからの知己にフリードリヒ・フーケがおり、その作品『ウンディーネ』はヨーロッパでベストセラーになったが、ジュコーフスキーはこれを1830年代後半に『ウンディナ』として翻案し、前衛詩の分野で注目を浴びた。ワルツの六歩格で書かれ、のち古典的ロシアバレエの基礎となった。
余生はフェルドウスィーなど、インドやペルシアの叙事詩の翻訳に明け暮れ、1849年にはホメーロスの『オデュッセイア』を六歩格で翻訳出版した。原文への忠実さに欠けるものの、音調がよいので古典扱いされ、ロシア詩の歴史に刻まれた。『オデュッセイア』と『ウンディナ』は、曲がりなりにもロシアの小説の発展に寄与したとする学者もいる。